# Белгија на Светском првенству у атлетици на отвореном 2019.
Белгија је учествовала на 17. Светском првенству у атлетици на отвореном 2019. одржаном у Дохи од 27. септембра до 6. октобра седамнаести пут, односно учествовала је на свим првенствима до данас. Репрезентацију Белгије представљало је 26 учесника (13 мушкараца и 13 жена) у 20 (10 мушких, 9 женских и 1 мешовита) дисциплина.,
На овом првенству Белгија је по броју освојених медаља делила 23. место са 1 освојеном медаљом (златна). У табели успешности према броју и пласману такмичара који су учествовали у финалним такмичењима (првих 8 такмичара) Белгија је са 4 учесника у финалу делила 22. место са 20 бодова.
| Плас. | Земља   | 1. место | 2. место | 3. место | 4. место | 5. место | 6. место | 7. место | 8. место | Бр. финал. | Бод. |
| ----- | ------- | -------- | -------- | -------- | -------- | -------- | -------- | -------- | -------- | ---------- | ---- |
| =22.  | Белгија | 0        | 1        | 1        | 0        | 1        | 1        | 0        | 0        | 4          | 20   |

## Учесници
| Мушкарци: - Жонатан Сакор — 400 м, 4 х 400 м - Исак Кимели — 1.500 м, 5.000 м - Исмаел Дебјани — 1.500 м - Робин Хендрикс — 5.000 м - Суфијан Бушики — 10.000 м - Томас де Бок — Маратон - Дилан Борле — 4 х 400 м, 4х400 м (м+ж) - Жилијен Ватрен — 4 х 400 м - Кевин Борле — 4 х 400 м, 4х400 м (м+ж) - Робин Вандербемден — 4 х 400 м, 4х400 м (м+ж) - Бен Брудерс — Скок мотком - Филип Миланов — Бацање диска - Томас ван дер Плецен — Десетобој | Жене: - Имке Вервает — 200 м, 4 х 400 м, 4х400 м (м+ж) - Рене Ејкенс — 800 м - Мануела Сокол — Маратон - Хана Ванденбише — Маратон - Ан Загре — 100 м препоне - Хане Клас — 400 м препоне, 4 х 400 м, 4х400 м (м+ж) - Paulien Couckuyt — 400 м препоне, 4 х 400 м - Камил Лаус — 4 х 400 м, 4х400 м (м+ж) - Claire Orcel — Скок увис - Фани Сметс — Скок мотком - Нафисату Тијам — Седмобој - Хане Мауденс — Седмобој - Нор Видтс — Седмобој |

## Освајачи медаља (2)

### Сребро (1)
- Нафисату Тијам — Седмобој

### Бронза (1)
- Жонатан Сакор, Робин Вандербемден 
 Дилан Борле, Кевин Борле  — 4 х 400 м

## Резултати

### Мушкарци
| Атлетичар                                                               | Дисциплина   | Лични рекорд | Квалификације   | Квалификације | Полуфинале           | Полуфинале           | Финале               | Финале       | Детаљи |
| Атлетичар                                                               | Дисциплина   | Лични рекорд | Резултат        | Место         | Резултат             | Место                | Резултат             | Место        | Детаљи |
| ----------------------------------------------------------------------- | ------------ | ------------ | --------------- | ------------- | -------------------- | -------------------- | -------------------- | ------------ | ------ |
| Жонатан Сакор                                                           | 400 м        | 45,03        | 45,32 КВ        | 4. у гр. 4    | 45,03 ЛР             | 4. у гр. 1           | Није се квалификовао | 12 / 41 (42) |        |
| Исмаел Дебјани                                                          | 1.500 м      | 3:33,70      | 3:39,11         | 10. у гр. 3   | Није се квалификовао | Није се квалификовао | Није се квалификовао | 31 / 43 (45) |        |
| Исак Кимели                                                             | 1.500 м      | 3:36,51      | 3:37,87 кв      | 7. у гр. 2    | 3:37,50              | 9. у гр. 1           | Није се квалификовао | 18 / 43 (45) |        |
| Исак Кимели                                                             | 5.000 м      | 13:13,02     | 13:20,99 кв     | 6. у гр. 2    |                      |                      | 13:44,29             | 14 / 35 (39) |        |
| Робин Хендрикс                                                          | 5.000 м      | 13:19,50     | 13:13,84        | 13. у гр. 1   | Није се квалификовао | 26 / 35 (39)         |                      |              |        |
| Суфијан Бушики                                                          | 10.000 м     | 27:41,20     |                 |               |                      |                      | 28:15,43             | 14 / 18 (21) |        |
| Томас де Бок                                                            | Маратон      | 2:14:45      | 2:21:13         | 42 / 55 (73)  |                      |                      |                      |              |        |
| Жонатан Сакор Робин Вандербемден Дилан Борле Кевин Борле Жилијен Ватрен | 4 х 400 м    | 2:58,52 НР   | 3:00,87 КВ, НРС | 2. у гр. 2    |                      |                      | 2:58,78 НРС          |              |        |
| Бен Брудерс                                                             | Скок мотком  | 5,76 НР      | 5,70 кв         | 6. у гр. А    | 5,55                 | 12 / 29 (33)         |                      |              |        |
| Филип Миланов                                                           | Бацање диска | 67,26 НР     | 60,24           | 15. у гр. А   | Није се квалификовао | 29 / 32              |                      |              |        |

#### Десетобој
| Дисциплина    | Томас ван дер Плецен | Томас ван дер Плецен | Томас ван дер Плецен | Томас ван дер Плецен | Томас ван дер Плецен | Томас ван дер Плецен |
| Дисциплина    | Лич. рек.            | Резултат             | Бод.                 | Плас.                | Укупно               | Плас.                |
| ------------- | -------------------- | -------------------- | -------------------- | -------------------- | -------------------- | -------------------- |
| 100 м         | 11,04                | 11,38                | 778                  | 21.                  | 778                  | 21.                  |
| Скок удаљ     | 7,81                 | 7,20                 | 862                  | 15.                  | 1.640                | 20.                  |
| Бацање кугле  | 14,32д               | 13,78                | 715                  | 19.                  | 2.355                | 21.                  |
| Скок увис     | 2,17                 | 2,08                 | 878                  | 3.                   | 3.233                | 17.                  |
| 400 м         | 48,64                | 50,89                | 774                  | 20.                  | 4.007                | 19.                  |
| 110 м препоне | 14,39                | 14,80 ЛРС            | 874                  | 17.                  | 4.881                | 18.                  |
| Бацање диска  | 46,23                | 46,17                | 791                  | 11.                  | 5.672                | 16.                  |
| Скок мотком   | 5,50д                | 5,30                 | 1.004                | 2.                   | 6.676                | 9.                   |
| Бацање копља  | 65,31                | 63,67 ЛРС            | 793                  | 4.                   | 7.469                | 9.                   |
| 1.500 м       | 4:32,52              | 4:43,95              | 656                  | 13.                  | 8.125                | 9.                   |
| Десетобој     | 8.332                |                      |                      |                      | 8.125                | 9 / 19 (24)          |

### Жене
| Атлетичарка                                         | Дисциплина    | Лични рекорд | Квалификације      | Квалификације      | Полуфинале            | Полуфинале            | Финале                | Финале                | Детаљи |
| Атлетичарка                                         | Дисциплина    | Лични рекорд | Резултат           | Место              | Резултат              | Место                 | Резултат              | Место                 | Детаљи |
| --------------------------------------------------- | ------------- | ------------ | ------------------ | ------------------ | --------------------- | --------------------- | --------------------- | --------------------- | ------ |
| Имке Вервает                                        | 200 м         | 23,25        | 23,24 ЛР           | 5. у гр. 6         | Нису се квалификовале | Нису се квалификовале | Нису се квалификовале | 27 / 43 (48)          |        |
| Рене Ејкенс                                         | 800 м         | 2:00,00      | 2:03,65            | 6. у гр. 1         | Нису се квалификовале | Нису се квалификовале | Нису се квалификовале | 32 / 40 (41)          |        |
| Мануела Сокол                                       | Маратон       | 2:37:09      |                    |                    |                       |                       | 2:59:11               | 31 / 40 (70)          |        |
| Хана Ванденбише                                     | Маратон       | 2:36:49      | Није завршила трку | Није завршила трку |                       |                       |                       |                       |        |
| Ан Загре                                            | 100 м препоне | 12,71 НР     | 12,91 КВ           | 3. у гр. 2         | Дисквалификована      | Дисквалификована      | Није се квалификовала | Није се квалификовала |        |
| Хане Клас                                           | 400 м препоне | 55,20        | 55,68 кв           | 6. у гр. 4         | 55,25 ЛРС             | 6. у гр. 4            | Није се квалификовала | 12 / 36 (39)          |        |
| Paulien Couckuyt                                    | 400 м препоне | 55,46        | 57,15              | 6. у гр. 3         | Није се квалификовала | Није се квалификовала | Није се квалификовала | 32 / 36 (39)          |        |
| Хане Клас Имке Вервает Paulien Couckuyt Камиле Лаус | 4 х 400 м     | 3:27,69 НР   | 3:26,58 кв, НР     | 4. у гр. 2         |                       |                       | 3:27,15               | 5 / 15 (16)           |        |
| Claire Orcel                                        | Скок увис     | 1,94         | 1,92 кв            | 7. у гр. А         | 1,89                  | 11 / 29               |                       |                       |        |
| Фани Сметс                                          | Скок мотком   | 4,51         | 4,50               | 10. у гр. А        | Није се квалификовала | 20 / 31 (32)          |                       |                       |        |

#### Седмобој
| Атлетичарка    | Дисциплина | 100 м пр  | Вис      | Кугла | 200 м    | Даљ  | Копље     | 800 м       | Укупно | Пласман      | Белешка |
| -------------- | ---------- | --------- | -------- | ----- | -------- | ---- | --------- | ----------- | ------ | ------------ | ------- |
| Нафисату Тијам | Резултат   | 13,36 ЛРС | 1,95 РПс | 15,22 | 24,60    | 6,40 | 48,04 ЛРС | 2:18,93 ЛРС | 6.677  |              |         |
| Нафисату Тијам | Бодови     | 1.071     | 1.171    | 876   | 924      | 975  | 822       | 838         | 6.677  |              |         |
| Хане Мауденс   | Резултат   | 13,90 ЛР  | 1,71     | 13,12 | 23,81 ЛР | 6,41 | 36,22     | 2:12,9      | 6.088  | 11 / 16 (20) |         |
| Хане Мауденс   | Бодови     | 993       | 867      | 735   | 999      | 978  | 595       | 921         | 6.088  | 11 / 16 (20) |         |
| Нор Видтс      | Резултат   | 13,58     | 1,77     | 13,55 | 24,46    | 6,11 | 33,58     | 2:15,94     | 5.989  | 15 / 16 (20) |         |
| Нор Видтс      | Бодови     | 1.039     | 941      | 764   | 937      | 883  | 545       | 880         | 5.989  | 15 / 16 (20) |         |

### Мешовито
| Атлетичари                                                                                           | Дисциплина | Лични рекорд | Квалификације  | Квалификације | Полуфинале | Полуфинале | Финале     | Финале | Детаљи |
| Атлетичари                                                                                           | Дисциплина | Лични рекорд | Резултат       | Место         | Резултат   | Место      | Резултат   | Место  | Детаљи |
| --- | ---------- | ------------ | -------------- | ------------- | ---------- | ---------- | ---------- | ------ | ------ |
| Дилан Борле (м) Хане Клас (ж) Камил Лаус (ж) Кевин Борле (м) Робин Вандербемден (м) Имке Вервает (ж) | 4 х 400 м  | 3:18,03 НР   | 3:16,16 кв, НР | 4. у гр. 2    |            |            | 3:14,22 НР | 6 / 16 |        |